# Makah rezervátum
A Makah rezervátum az Amerikai Egyesült Államok északnyugati részén, Washington állam Clallam megyéjében, a Juan de Fuca-szoros mentén helyezkedik el.
A makah törzsnek (saját nyelvükön Qʷidiččaʔa·tx̌, jelentése: „a sziklák és sirályok között élő nép”) otthont adó, 1855-ben alapított rezervátum területe 46,89 km2 területű.
A makah törzs tagjai egykor szürke bálnákra vadásztak; később engedélyt kértek arra, hogy a hagyományt folytathassák.

## Fordítás
- Ez a szócikk részben vagy egészben  a   Makah Reservation című angol Wikipédia-szócikk ezen változatának fordításán alapul.  Az eredeti cikk szerkesztőit annak laptörténete sorolja fel. Ez a jelzés csupán a megfogalmazás eredetét és a szerzői jogokat jelzi, nem szolgál a cikkben szereplő információk forrásmegjelöléseként.